# Paulo César Caju
Paulo César Lima, także Paulo César Caju (ur. 16 czerwca 1949 w Rio de Janeiro) – brazylijski piłkarz, napastnik. Mistrz świata z roku 1970.
W reprezentacji Brazylii rozegrał 57 spotkań i strzelił 10 bramek. Debiutował w 1967. Podczas MŚ 70 zagrał w 4 spotkaniach Brazylii. Cztery lata później wystąpił w 5 meczach. Karierę reprezentacyjną zakończył w 1977. Grał w czołowych klubach brazylijskich: Botafogo, Flamengo, Fluminese czy Gremio. Sezon 1974/75 spędził we francuskim Olympique Marsylia.

## Kluby
- 1967–1972 Botafogo de Futebol e Regatas
- 1972–1974 Clube de Regatas do Flamengo
- 1974–1975 Olympique Marsylia
- 1975–1977 Fluminense Football Club
- 1977–1978 Botafogo de Futebol e Regatas
- 1978–1979 Grêmio Foot-Ball Porto Alegrense
- 1980 Club de Regatas Vasco da Gama
- 1981 Sport Club Corinthians Paulista
- 1982–1983 AS Aix
- 1983 Grêmio Foot-Ball Porto Alegrense